# Ketrecharc 3. – Mindvégig
A Ketrecharc 3. – Mindvégig (eredeti cím: Never Back Down: No Surrender) 2016-ban bemutatott amerikai harcművészeti film, a 2011-es Ketrecharc – A leszámolás című film folytatása. Rendezője Michael Jai White, forgatókönyvírója Chris Hauty és Jai White, produere Craig Baumgarten. A főszerepben Jai White, Josh Barnett, Gillian White, Steven Quardos, Nathan Jones és Esai Morales látható.
A filmet közvetlenül DVD-n adták ki 2016. június 7-én.
Két évvel az előző film eseményei után az egykori MMA-bajnok, Case Walker visszatér, hogy ismét bajnok legyen.

## Cselekménye
Két évvel az előző film eseményei után, Case Walker (Michael Jai White) ismét belépett a profi vegyes harcművészeti küzdelmek világába, de kezd belefáradni. Két éve már, hogy Case Walker ismét belépett a profi vegyes harcművészeti küzdelmek világába, de már belefáradt. Jelenleg amatőr küzdelmekben vesz részt, hogy megtanítsa ellenfeleit arra, hogyan használják ki képességeiket. Egy ilyen mérkőzés után a texasi Beaumontban Case összefut Brody Jamesszel, egy régi barátjával, aki szintén MMA harcos. Brody leszerződik a Hugo Vega által vezetett PFC Combat nevű promócióhoz, amelyben Brody aláírt Bangkokba, hogy a PFC bajnoki címért harcoljon a kétméteres fenevad Caesar Braga ellen. Brody megkéri Case-t, segítsen neki felkészülni a harcra, mivel tudja, Case-nek vissza kell találnia a saját útjára, valamint meg kell próbálnia segíteni Brodynak, hogy egyenes útra térjen. Case vonakodva elfogadja Brody ajánlatát, és Thaiföldre utazik.
Case a Top Fight Gymbe megy, ahol máris szembe találja magát Brody másik edzőjével, Matty Ramosszal. A képzési módszereik közötti különbségek versengővé teszi egymást.

## Szereplők
| Szerep       | Színész            | Magyar hang         |
| ------------ | ------------------ | ------------------- |
| Case Walker  | Michael Jai White  | Barabás Kiss Zoltán |
| Brody James  | Josh Barnett       | Zöld Csaba          |
| Hugo Vega    | Esai Morales       | Jakab Csaba         |
| Caesar Braga | Nathan Jones       | Varga Rókus         |
| Myca Cruz    | Gillian White      | Pikali Gerda        |
| Matty Ramos  | Stephen Quadros    | Fekete Zoltán       |
| Kobra        | Dan Renalds        | Szabó Máté          |
| Taj Mahale   | Amarin Cholvibul   | Gacsal Ádám         |
| Jeeja        | Yanin Vismitananda | N/A                 |
| Önmaga       | Tony Jaa           | N/A                 |

További magyar hangok: Czető Roland, Takátsy Péter, Seder Gábor

## A film készítése
A film forgatása 2015 júniusában kezdődött Thaiföldön.